# Juncus heldreichianus
Juncus heldreichianus là một loài thực vật có hoa trong họ Juncaceae. Loài này được T.Marsson ex Parl. mô tả khoa học đầu tiên năm 1852.